# Веа, Патрик
Патрик Веа (англ. Patrick Weah; род. 5 декабря 2003, Монровия) — либерийский футболист, нападающий клуба «Миннесота Юнайтед», на правах аренды играющий за клуб «Талса».

## Клубная карьера
Веа — воспитанник клуба «Миннесота Юнайтед». 2 мая 2021 года в матче против «Остина» он дебютировал в MLS. Летом того же года Веа в поисках игровой практики на правах аренды перешёл в «Сакраменто Репаблик». 19 сентября в матче против «Сан-Антонио» он дебютировал в USL. По окончании аренды он вернулся в «Миннесоту Юнайтед».